# Grace Slick
Grace Slick, de domo Grace Victoria Barnett Wing (ur. 30 października 1939 w Evanston) – amerykańska wokalistka rockowa, autorka tekstów piosenek i kompozytorka, grająca także na instrumentach klawiszowych i flecie prostym. Kojarzona jako muzyczne medium pokolenia hippisów. Zwolenniczka rewolucji seksualnej. Do dziś jej twórczość uznawana bywa za kluczową w rozwoju psychodelicznego rocka przełomu lat 60. i 70. XX w. Obok Janis Joplin w najwyższym stopniu wpłynęła na wprowadzenie kobiecego akcentu do muzyki rockowej.

## Życiorys
Urodziła się 30 października 1939 roku w Evanston, Illinois jako córka Ivana W. Winga (Amerykanina o norwesko-szwedzkich korzeniach) oraz Virginii Barnett. Uczęszczała do prywatnej szkoły dla dziewcząt w Palo Alto, Kalifornii. Następnie przez dwa lata była uczennicą Finch College w Nowym Jorku, po czym przeniosła się na University of Miami w Coral Gables, na Florydzie.
Początkowo chciała być aktorką, jednak znajomość z debiutującą w tym czasie Janis Joplin popchnęła ją w stronę muzyki. Od 1965 do 1966 roku występowała jako wokalistka niszowego zespołu psychodelicznego The Great Society. Jej kariera potoczyła się szybko. Po występie w klubie Matrix w 1966 roku Slick została przyjęta jako wokalistka grupy Jefferson Airplane, z którą nagrała album Surrealistic Pillow. Album okazał się wielkim sukcesem, a Grace błyskawicznie zyskała sławę wykonaniami dwóch piosenek, z którymi występowała jeszcze jako członkini The Great Society: „White Rabbit” i „Somebody to Love”. Przebojem stał się również album Volunteers. Po krótkim czasie Grace stała się ikoną Jefferson Airplane, co powodowało konflikt między nią a byłym liderem, Balinem. Ostatecznie grupa została rozwiązana w 1972, a Grace rozpoczęła karierę solową, w której pomagali jej: Paul Kantner, David Crosby oraz David Freiberg.
W latach 60–70. Slick była aktywnie zaangażowana w ruch hippisowski. Wraz z ekipą Jefferson Airplane organizowała liczne meetingi oraz jam sessions z Grateful Dead i Quicksilver Messenger Service, skierowane treścią do anarchistycznej młodzieży ówczesnej Ameryki. Członkowie Jefferson Airplane nigdy nie odważyli się jednak założyć własnej komuny (tak jak to zrobili muzycy z Grateful Dead) ze względu na skłonności Grace do wszelkiego rodzaju nadużyć.
W 1968 roku odgrywała rolę wokalistki na specyficznym wystąpieniu Jefferson Airplane zorganizowanym na dachu budynku, na przedmieściach Nowego Jorku. Rok później ten patent zapożyczył zespół The Beatles. W latach 60. stała się gwiazdą festiwalu w Woodstock i Monterey.
Dwa razy wzięła ślub (jej pierwszym mężem był Gerald Slick, po którym ma nazwisko, a drugim Skip Johnson), dwa razy też się rozwiodła. Ma córkę, Chinę Kantner. Jest (nie do końca) weganką.
W 1998 Grace Slick wydała autobiografię Somebody to Love? A Rock and Roll Memoir (tłum. Ktoś do kochania? Rock-and-rollowy pamiętnik) i była jej narratorką w skondensowanej wersji czytanej (audiobook). Inną biografię Grace Slick, The Biography (tłum. Grace Slick: Biografia) napisaną przez Barbarę Rowes wydano w 1980 roku; obecnie jest ona bez wznowienia.
W 2006 Grace Slick cierpiała na zapalenie uchyłków. Po pierwszym zabiegu chirurgicznym schorzenie powróciło, wymagając dalszych zabiegów, w tym tracheotomii. Została utrzymana w sztucznej śpiączce na dwa miesiące, a po obudzeniu, musiała nauczyć się chodzić na nowo.
W 2004 roku na jej cześć nazwano konia wyścigowego rasy Quarter Horse, maści grulla: Emeralds Grace Slick, klacz rodowodem z Emerald Hills Farm w Smock w Pensylwanii. Emeralds Grace Slick obecnie mieszka w Aurelia w stanie Iowa.

## Twórczość

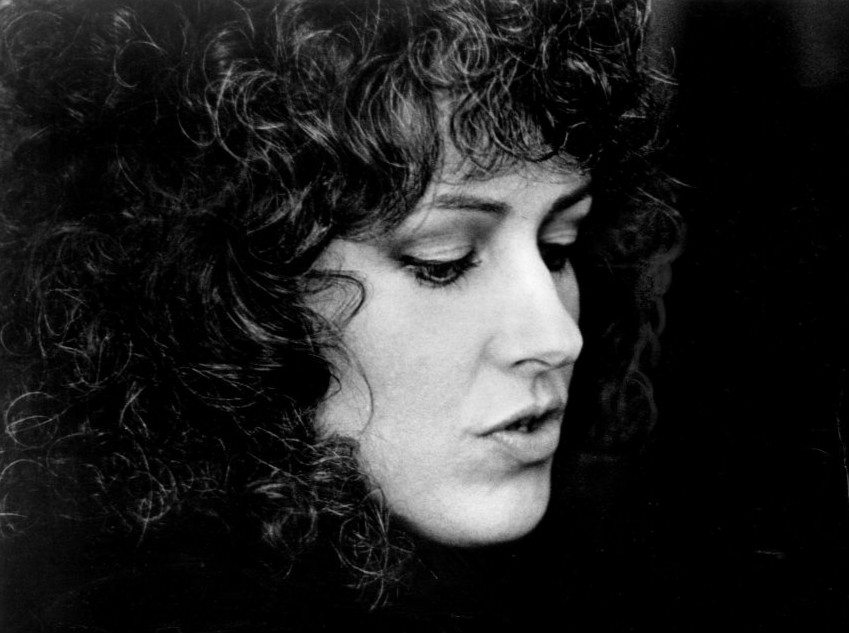
Grace Slick (1976)

Oprócz rock and rolla i rocka psychodelicznego związana również z takimi gatunkami muzycznymi, jak acid rock, folk rock i soft rock. Była jedną z prekursorek i pierwszych twórczyń rocka stadionowego. Jej oryginalny, niezwykle silny głos (Alt) o niskiej barwie, acz z szeroką skalą, oraz pełne egzaltacji, prowokacyjne interpretacje wokalne stały się wyróżnikiem zespołu. Po rozwiązaniu formacji uczestniczyła w jego kontynuacji istniejącej od 1974 roku pod nazwą Jefferson Starship. Wydała także cztery płyty solowe: miejscami w stylu rocka progresywnego Manhole i Dreams (w których pojawiają się instrumenty typowe dla muzyki poważnej), Software oraz Wellcome to the Wrecking Ball (przejście w stronę heavy metalu). Była też główną wokalistką na trzech albumach Paula Kantnera: Sunfighter, Baron von Tollboth and the Chrome Nun i Blow Against the Empire. W latach 80. jej umiejętności wokalne można było podziwiać w kontynuacji Jefferson Starship – Starship, gdzie wylansowała takie hity, jak We built this city czy Nothing's gonna stop us now. Na początku lat 90. wycofała się z życia muzycznego, poświęcając się malarstwu. Wydała również wspomnienia z lat hippisowskich zatytułowane Somebody to love?.
Jej styl wokalny stale oscylował między tanecznym rock and rollem a poetycką egzaltacją, umiejętnie łącząc liryzm i melancholię z drapieżnością rocka. Grace Slick w wywiadzie do reportażu BBC "Dancing In The Streets" powiedziała: "Jeśli chodzi o mój styl śpiewania, to chcę zaznaczyć, że nigdy nikogo nie naśladowałam. Mój głos ma dość ograniczone możliwości - mogę piszczeć bardzo wysoko, ale nie umiem zaśpiewać kołysanki. Potrafię natomiast rozbić z hukiem Twoją kamerę".
Występując ze swoim pierwszym zespołem The Great Society w latach 1965-66 wypracowała styl czystego, niezwykle melodyjnego śpiewu w klimacie folk rocka z elementami jazzu, ale już wtedy występowało charakterystyczne dla wokalistki pełne napięcia przeciąganie frazy. Dziennikarz James Goodfriend we wkładce do wydania CD płyty "Collector's Item" zespołu The Great Society napisał: "...nikt nie brzmi tak jak Grace Slick, nawet śpiewając jeden z jej utworów. Ona nie jest grzecznie brzmiącą wokalistką. To dobry głos, czysty, zawsze trzymający ton i pięknie skupiony, ale ma ten rodzaj stalowego ostrza wymierzonego w to, by zakazać grzeczności. Są wokaliści, których widzimy śpiewających w nieustającym uśmiechu, nie ważne czy to widzisz, ale to słyszysz. Grace brzmi, jakby śpiewała z zaciśniętymi zębami".
Paul Kantner w jednym z wywiadów porównał wkład Grace Slick w rozwój współczesnej kultury do twórczości Oscara Wilde’a, a w czasach apogeum jej popularności magazyny muzyczne stawiały ją obok postaci Jima Morrisona.
Jako osoba od najmłodszych lat związana z San Francisco (mekką dzieci kwiatów i centrum światowego życia muzycznego lat 60.) – nawiązała zażyłe znajomości z elitą muzyczną tamtego okresu: z Davidem Crosbym, Jerrym Garcią z zespołu Grateful Dead, Mickiem Jaggerem, członkami zespołu Quicksilver Messenger Service, Melanie, Jimim Hendriksem, Janis Joplin i Jimem Morrisonem, z którym łączył ją romans.
Jej styl wokalny wywarł wpływ na takich artystów, jak: Sandy Denny z zespołu Fairport Convention czy Dolores O’Riordan z The Cranberries.

## Kontrowersje
Sporo kontrowersji wzbudzały zarówno występy sceniczne Grace Slick, jak i jej nonkonformistyczne zachowanie poza sceną. Grace znana była z częstego popadania w konflikt z prawem, alkoholizmu, nadużywania narkotyków i swobody seksualnej.
Wiele jej utworów miało bezkompromisowe, kontrowersyjne teksty dotyczące między innymi zażywania substancji psychoaktywnych, rozwiązłości seksualnej, krytyki Kościoła katolickiego i wojny w Wietnamie.
Grace Slick była też pierwszą osobą, która w publicznej komercyjnej telewizji użyła wulgarnego słowa "motherfucker" (1969). W 1968 roku, w okresie wzmożonych konfliktów na tle rasowym wystąpiła w komediowym show "The Smoothers Brothers Comedy Hour" z ciemnym podkładem kosmetycznym, nałożonym na całe ciało, wykonując gesty ruchu Czarnych Panter. Występowała przebrana za zakonnicę, za Adolfa Hitlera, nosząc burkę czy flagę amerykańską. W 1972 roku prasę obiegały jej zdjęcia topless zrobione podczas występów Jefferson Airplane na świeżym powietrzu. Głośne były też inne obyczajowe skandale z udziałem piosenkarki. W roku 1994 wokalistka została aresztowana za celowanie z broni do policjanta. Często była notowana za jazdę samochodem po pijanemu. Kontrowersje wzbudza również autobiografia Grace, w której autorka opisuje m.in. szczegóły romansu z Jimem Morrisonem.
Kiedy Grace wraz z zespołem Starship wylansowała dwa wielkie przeboje: Nothing's gonna stop us now i We built this city, wśród miłośników wokalistki głosy były podzielone. Jedni uznali, że wyznająca niegdyś ideały hippisowskie Grace, w latach 80. poszła w komercję i nagięła się na aktualnie istniejący trend muzyczny. Inni natomiast doszli do wniosku, iż występ Grace w Starship jest dowodem na doskonałość kunsztu wokalistki, która potrafi swobodnie przechodzić z jednego stylu na drugi i w każdym z nich czuje się doskonale.

## Spuścizna
Do najbardziej znanych piosenek, jakie wykonywała Grace, należą: „White Rabbit” i „Somebody to Love”, „Lather”, „Greasy Heart”, „Aerie” („Gang of Eagles”), „Dreams” i „Wind of change”.
Choć dzisiaj Grace stroni od środowiska muzycznego, często wypowiadając się negatywnie o rock-and-rollu, w 2003 roku zaśpiewała w duecie z Lindą Perry dwie piosenki: „Knock Me Out” i „If Love Is a Red Dress”.
W 1988 roku zagrała w filmie dokumentalnym Legendary Ladies of Rock & Roll.

## Dyskografia

### Z The Great Society
Single
- 1966: „Somebody to Love” / „Free Advice”

Albumy
- 1968: Conspicuous Only in Its Absence
- 1968: How It Was
- 1971: Collector’s Item (nagranie z koncertu na żywo w 1966)

### Z Jefferson Airplane
- 1967: Surrealistic Pillow
- 1967: After Bathing at Baxter's
- 1968: Crown of Creation
- 1969: Bless Its Pointed Little Head
- 1969: Volunteers
- 1971: Bark
- 1972: Long John Silver
- 1973: Thirty Seconds Over Winterland
- 1974: Early Flight

### Z Jefferson Starship
- 1974: Dragon Fly
- 1975: Red Octopus
- 1976: Spitfire
- 1978: Earth
- 1979: Gold Jefferson Starship Album
- 1981: Modern Times
- 1982: Winds of Change
- 1984: Nuclear Furniture

### Ze Starship
- 1985: Knee Deep in the Hoopla
- 1987: No Protection

### Solo
- 1973: Manhole
- 1980: Dreams
- 1981: Welcome to the Wrecking Ball
- 1984: Software

### W duecie z Paulem Kantnerem
- 1970: Blows Against the Empire
- 1971: Sunfighter
- 1973: Baron Von Tollbooth & the Chrome Nun (na okładce jako współautor David Freiberg)
- 1983: Planet Earth Rock and Roll Orchestra